# Česká unie karikaturistů
Česká unie karikaturistů (ČUK) byla založena v roce 1990. Sdružuje převážně české umělce, zabývající se výtvarným humorem, především autory kresleného humoru (cartoons) a karikatur.

## Založení ČUK
Iniciátorem vzniku ČUK byl novinář Ivan Hanousek. Ustavující valná hromada byla 10. března 1990 v pražské Malostranské besedě. Do spolku vstoupilo asi 150 kreslířů, mezi nimiž byli i ti nejznámější - Vladimír Renčín, Vladimír Jiránek, Jan Vyčítal, Dušan Pálka, Miroslav Barták, Pavel Matuška, Lubomír Lichý.

## Předsednictvo ČUK
Na ustavující valné hromadě bylo zvoleno první předsednictvo spolku: předseda Miroslav Barták, místopředsedové Vladimír Jiránek a Jan Vyčítal. Miroslava Bartáka vystřídal v roce 1999 Břetislav Kovařík, místopředsedy byli zvoleni Ivan Hanousek a Josef Kobra Kučera. Od roku 2014 je předsedou spolku Radovan Rakus, místopředsedové jsou Marek Simon a Jaroslav Dostál, kterého později nahradil Roman Jurkas.

## Znak ČUK
Spolek má ve znaku dvojocasou bílou opici s pivním půllitrem nad hlavou, parafrázující lva v českém státním znaku. Znak spolku, který v roce 1990 nakreslil výtvarník Michal Hrdý, posloužil i pro název Výroční ceny ČUK - Řád bílé opice.

## Časopisy, knihy, publikace
V prvých letech spolek vydával ve vydavatelství Novinář měsíčník ŠKRT (od ledna 1990 do srpna 1992), týdeník KUK (od dubna 1990 do června 1991) a magazíny těchto dvou časopisů, kde měli členové ČUK velký prostor pro publikování svých kreseb.
Od samého počátku spolu členové spolku komunikovali prostřednictvím bulletinu GEK, s příchodem internetu ho nahradil e-GAG. Jejich náplň tvořily informace pro členy spolku, odborné a vzdělávací články, profily významných karikaturistů. Členové spolku v nich rovněž dostávali praktické informace - recenze výstav cartoons, humoristických knih a časopisů, propozice a výsledky soutěží cartoons, pozvánky na připravované výstavy cartoons. Od roku 2015 dostávají členové ČUK místo magazínu e-GAG oficiální Zpravodaj ČUK editora Romana Jurkase, který poskytuje aktuální informace o dění ve spolku a v kresleném humoru doma i v zahraničí. Magazín e-GAG editora Ivana Hanouska je od roku 2015 volně dostupný na internetu pro všechny zájemce o kreslený humor; dostal prostor na stránkách slovenského webu Cartoon Gallery.
Mimo to ČUK vydala řadu katalogů, např. Encyklopedii českých karikaturistů (vydaná v roce 2005) s profily 85 výtvarníků; almanach 2cet (vydaný roku 2010) k 20. výročí činnosti ČUK a ke spolkové výstavě, které se zúčastnilo 75 členů spolku; katalog Čtvrt kila ČUK aneb 25 let České unie karikaturistů (vydaný v roce 2015) s příspěvky 53 autorů. K 30. výročí založení ČUK vyšla v roce 2020 v nakladatelství Cosmopolis (Grada) Velká kniha českého humoru s kresbami 52 kreslířů na 256 stranách.
Výtvarníci ČUK rovněž prezentují svoji tvorbu v zahraničních tiskovinách (např. ve švýcarském časopise Nebelsparter, v tureckém časopise Fenamizah) a na zahraničních portálech kresleného humoru (např. v Polsku, Německu, Itálii, Turecku, Íránu).

## Výstavy a soutěže cartoons
Základem spolkového života byly Salony kresleného humoru organizátora Josefa Kobry Kučery, které se konaly většinou desetkrát ročně (od r. 1990 do r. 2006) v Malostranské besedě.
ČUK pořádala mezinárodní soutěže kresleného humoru:
- Mezinárodní bienále kresleného humoru Písek (od r. 1995 do r. 2011, devět ročníků)[8]
- Mezinárodní bienále kresleného humoru Humorest Hradec Králové (od r. 1996 do r. 2014, osm ročníků)[9]
- Mezinárodní soutěž výtvarného humoru Fór pro FOR Praha (od r. 2002 do r. 2008, sedm ročníků).

Spolupořádala také národní soutěž Gastronomické Grotesky ve Znojmě. Mimo to se spolek podílel na bienále karikaturistů Novobydžovské usmívání v Novém Bydžově a organizoval několik desítek dalších soutěží a výstav na více místech republiky (např. v Rychnově u Jablonce nad Nisou, v Ratajích nad Sázavou). Pořádá též tematické výstavy (např. Svět kreslí Havla, Karel IV. – Otec vlasti, kresby a karikatury Vladimíra Menšíka) a výstavy svým členům jubilantům.
Od roku 2014 pořádá ČUK na svém webu národní soutěž pro profesionály i amatéry o Vtip měsíce. Ročník 2014, který měl velmi silné zastoupení, vyhrál Jiří Srna, druhý byl Vladimír Líbal a na třetím místě skončil Václav Linek. V dalších ročnících se na předních místech umístili (stav ke konci roku 2023): Marek Simon, Josef Prchal, Miloslav Martenek, Radek Steska, Jiří Pirkl, Pavel Taussig, Libor Giebl. Od roku 2024 spolupracuje ČUK se zpravodajem Syndikátu novinářů ČR Mediažurnál, který informuje o soutěži Vtip měsíce a publikuje úspěšné kresby ze soutěže.

## Výroční ceny ČUK
Od roku 2004 ČUK uděluje své Výroční ceny za významnou životní tvorbu výtvarného humoru, za jeho popularizaci nebo za práci pro spolek. Tzv. Řád bílé opice získali (stav ke konci roku 2023):
- kreslíř Jiří Winter Neprakta
- kreslíř Miroslav Barták[14]
- Josef Kobra Kučera, organizátor Salonů kresleného humoru, zakladatel bienále cartoons v Písku
- město Písek, pořadatel bienále cartoons
- novinář, teoretik karikatury Ivan Hanousek
- kreslíř Vladimír Renčín
- Východočeské muzeum v Hradci Králové, pořadatel bienále Humorest
- kreslíř Jiří Slíva
- Robert Radosta z Malostranské besedy za pořádání Salonů kresleného humoru
- kreslíř Vladimír Jiránek[15]
- slovenský kreslíř Fedor Vico, organizátor mezinárodní soutěže cartoons Zlatý súdok, vydavatel časopisu BUMerang[16]
- kreslíř Josef Poláček[17]
- kreslíř Jaroslav Dostál
- Jan Beneš, organizátor bienále Novobydžovské usmívání
- kreslíř Pavel Hanák
- kreslíř Roman Jurkas
- autorská dvojice NOS - Jiří Novák, Jaroslav Skoupý.

## Galerie kreslených vtipů kreslířů ČUK

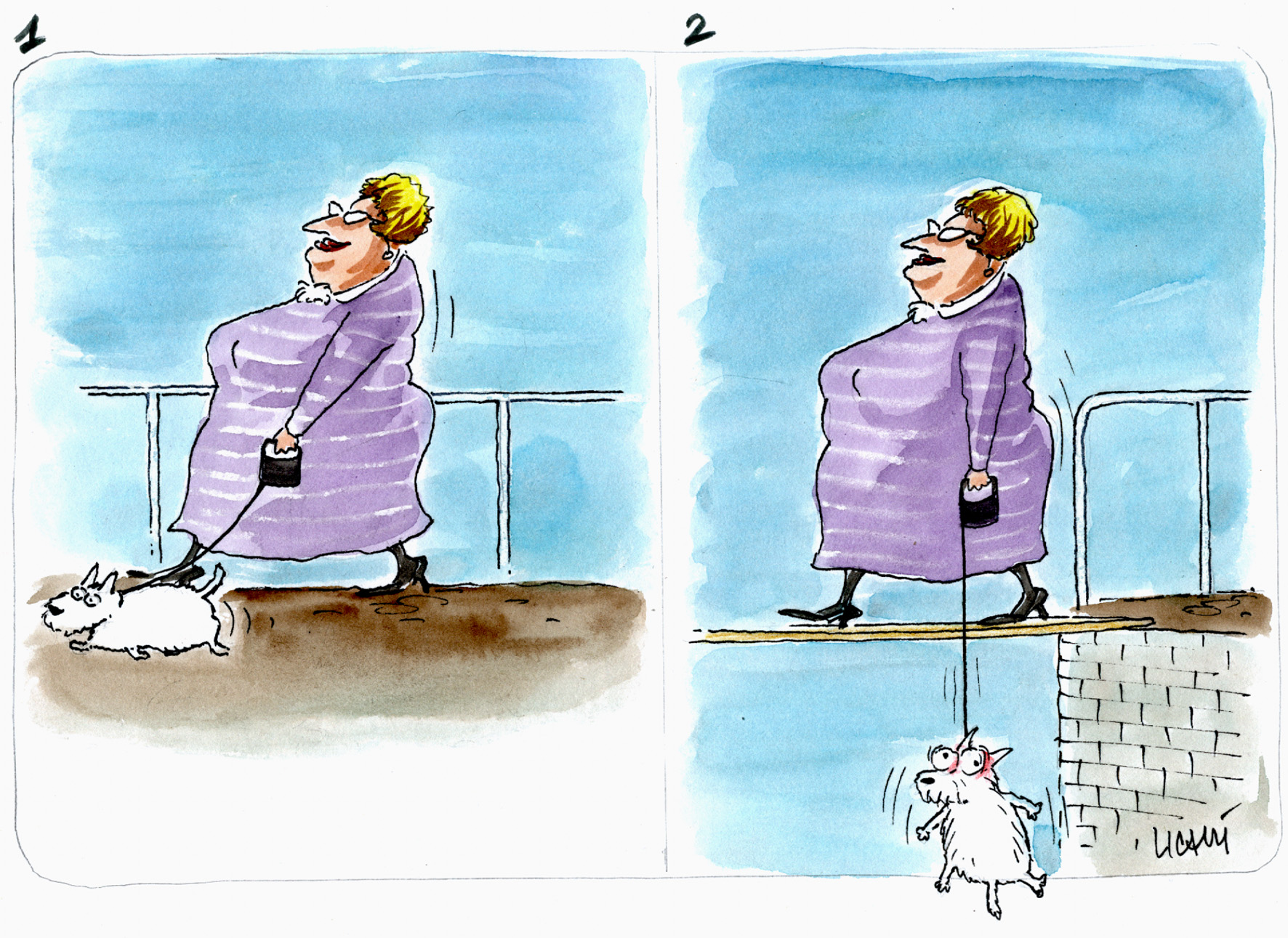
Procházka
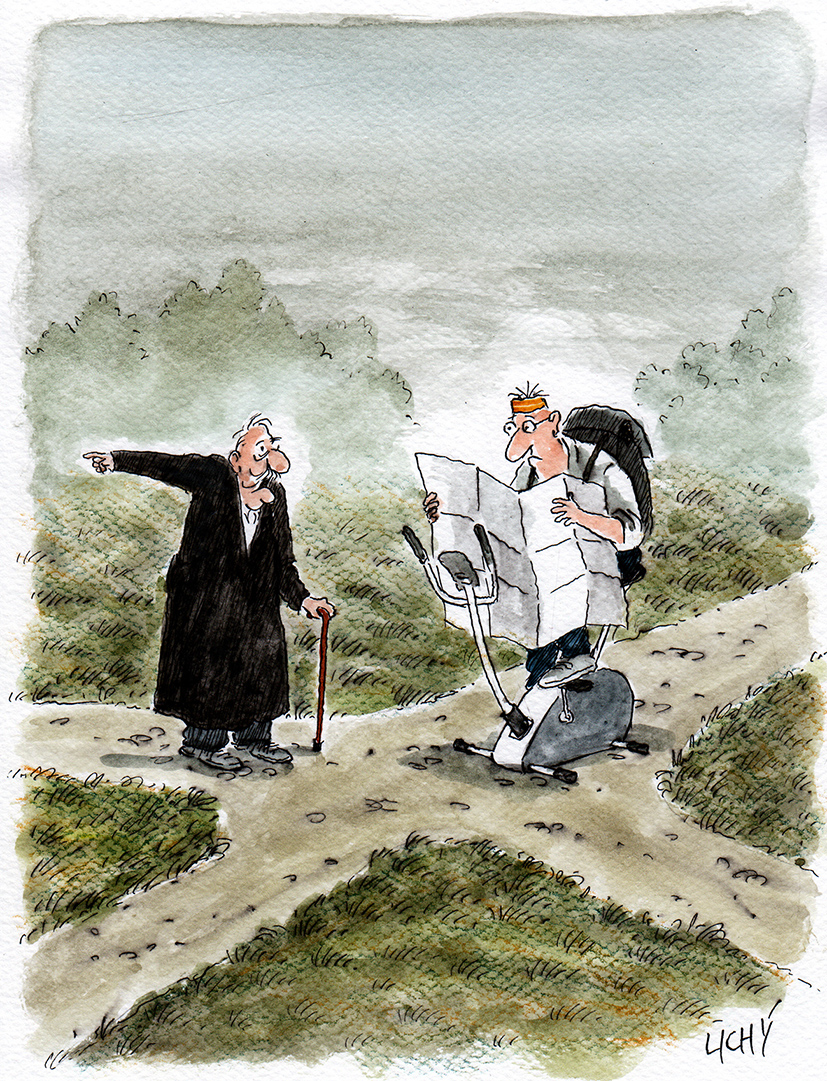
Turista
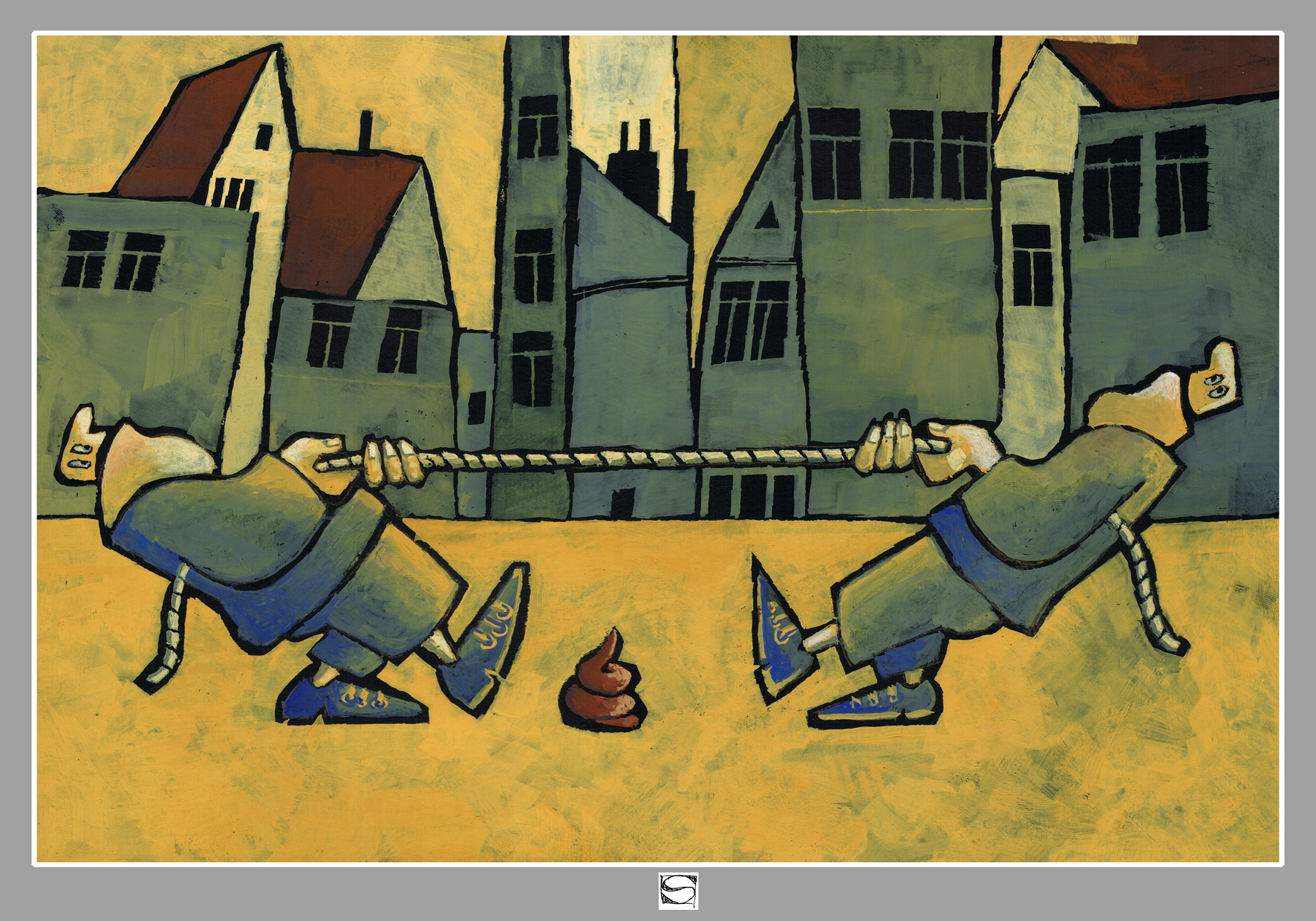
Život
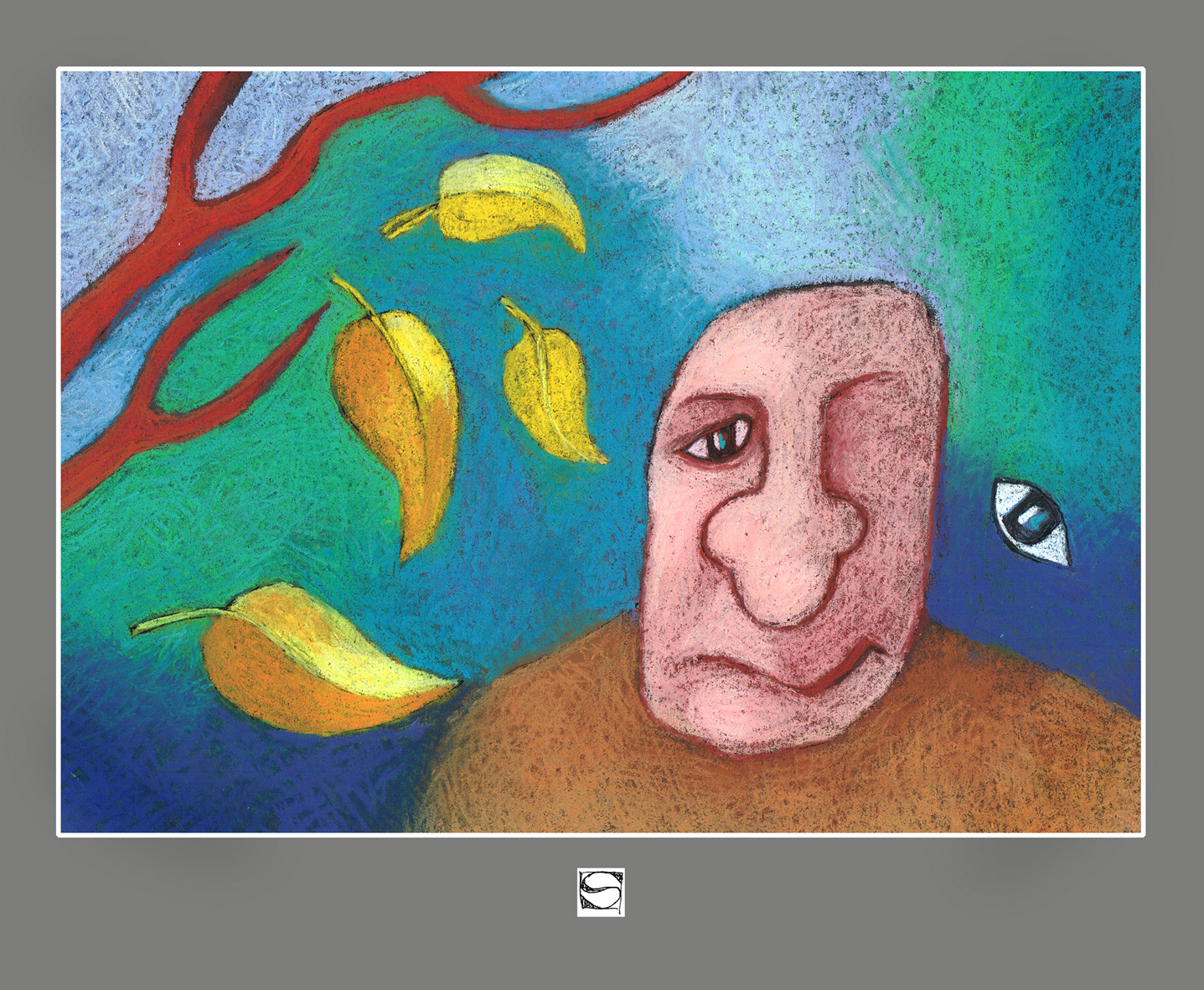
Vítr

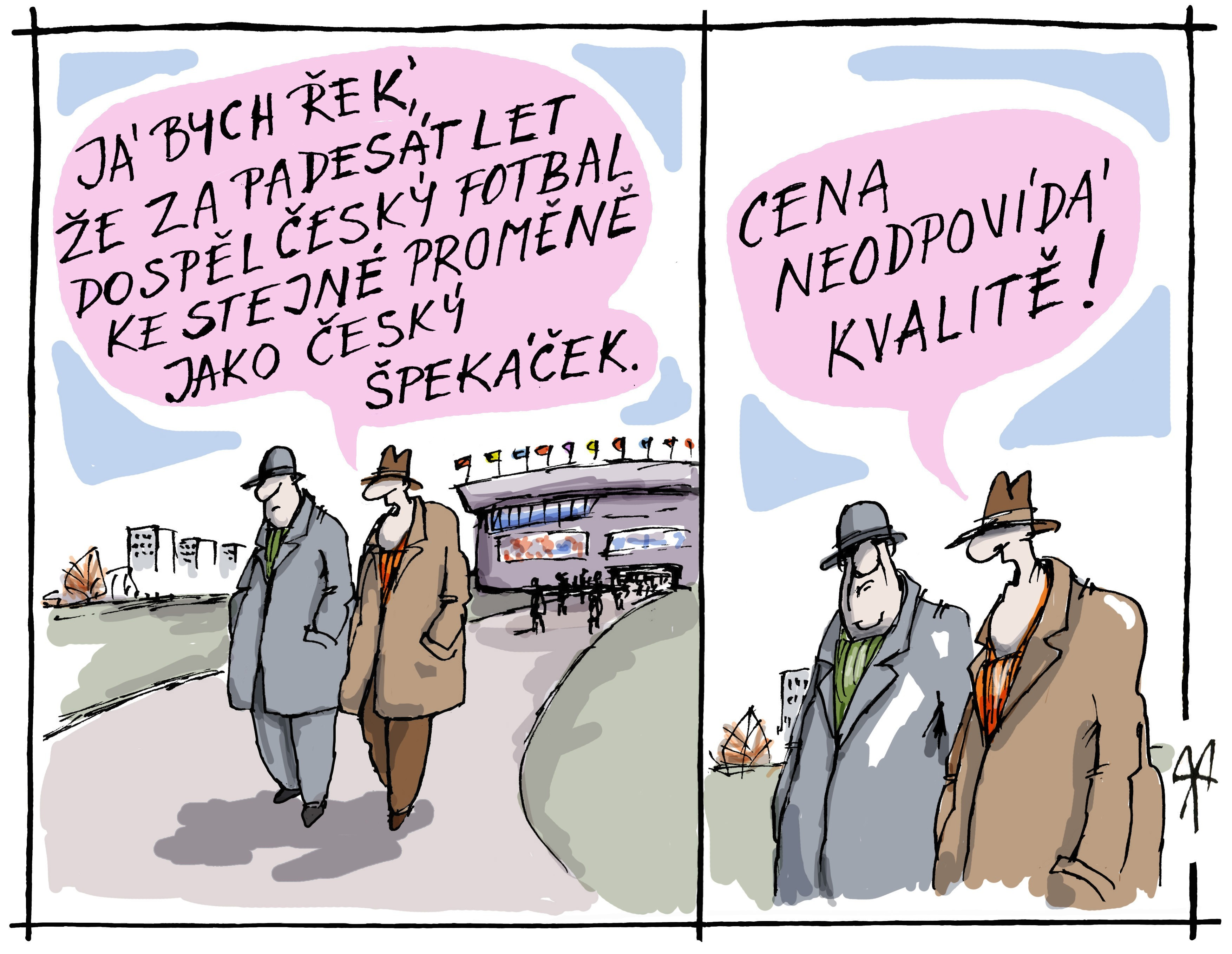
Fotbal po padesáti letech
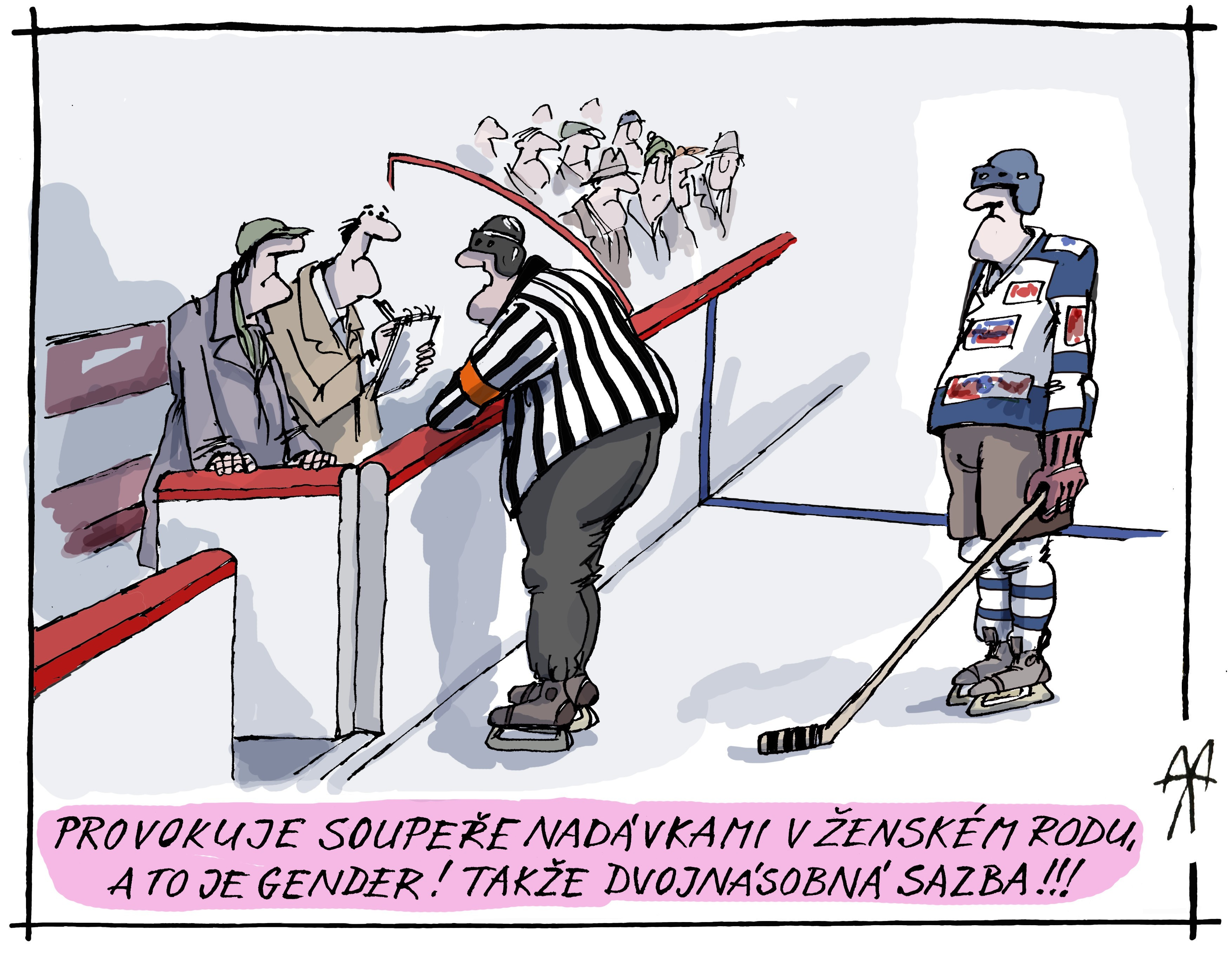
Dvojnásobný trest
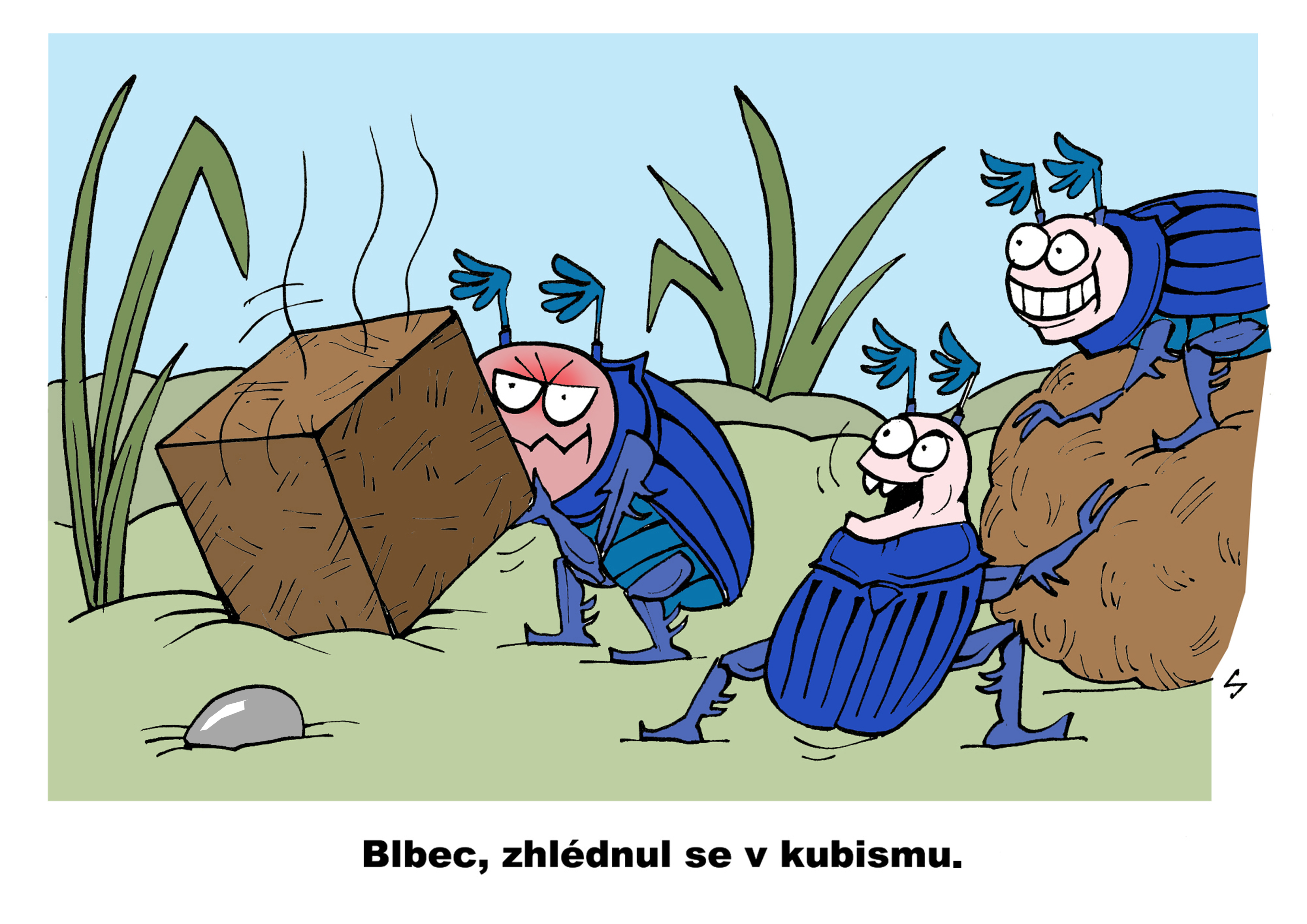
Chrobáci
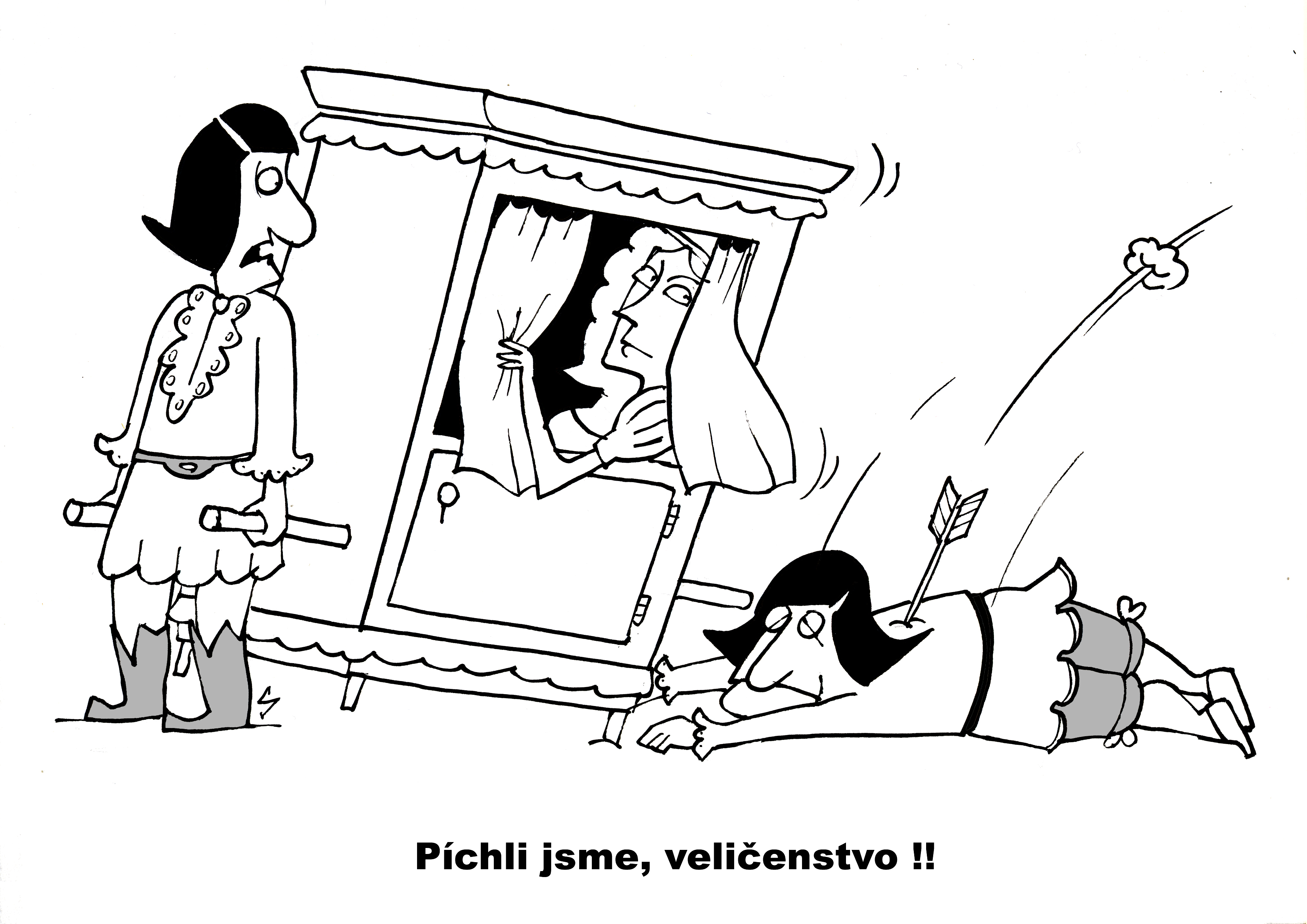
Defekt

### Literární zdroje
- 2cet, Almanach k 20. výročí založení České unie karikaturistů, Malostranská beseda Praha, 381. Salon kresleného humoru, duben 2010
- Velká kniha českého humoru, kolektiv autorů, Cosmopolis, 2020